# Fondo Nacional de Fomento al Turismo
El Fondo Nacional de Fomento al Turismo (Fonatur) es la institución responsable de la planeación y desarrollo de proyectos turísticos sustentables de impacto en México y un órgano de fomento a la inversión. A la salida de Javier May Rodríguez, la directora general es Lyndia Quiroz Zavala. Se divide en tres empresas filiales las cuales son: Fonatur Constructora, Fonatur Infraestructura y Fonatur Tren Maya. Sus oficinas se encuentran ubicadas en la Ciudad de México.
Tiene como misión el ser el eje estratégico para el desarrollo de la inversión turística sustentable en México contribuyendo a la mejora e igualdad social y a la competitividad de Sector Turístico, su visión es concretar proyectos de inversiones sustentables en el Sector Turístico, orientados a mejorar la calidad de vida de la población, a la generación de empleos y al pleno desarrollo de su personal en un ambiente libre de discriminación e igualdad entre hombres y mujeres.
Este instituto ha desarrollado proyectos en nueve lugares turísticos: Cancún, Ixtapa, Los Cabos, Loreto, Huatulco, Nayarit, Marinas Turísticas, Marina Cozumel y Playa Espíritu.

## Logotipos

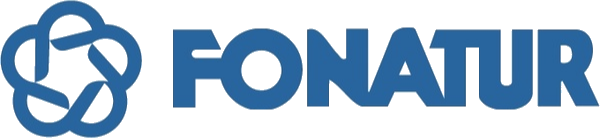
Logotipo durante la presidencia de Felipe Calderón (2006-2012)
Logotipo durante la presidencia de Andrés Manuel López Obrador (2018-2024)

## Historia
Fonatur cuenta con 51 años[¿cuándo?] de historia. Se creó en 1974  con el objetivo de prestar mantenimiento a los centros integralmente planeados Fonatur es una filial que se encarga de servicios de mantenimiento  limpieza y conservación de bienes muebles e inmuebles de entidades de administración pública federal.

## Directores generales
| Director general               | Periodo    |
| ------------------------------ | ---------- |
| Antonio Enríquez Savignac      | 1974-1977  |
| Romárico Arroyo Marroquín      | 1977       |
| José Antonio Murillo Hernández | 1977-1979  |
| Mario Moya Palencia            | 1979-1982  |
| Kemil A. Rizk Aziz             | 1982-1988  |
| José Luis Vives Parroquín      | 1988       |
| Pedro Joaquín Coldwell         | 1988-1990  |
| Enrique del Val Blanco         | 1990-1991  |
| Mario Ramón Beteta             | 1991-1994  |
| Jacques Rogozinski             | 1994-1995  |
| Emilio Gamboa Patrón           | 1995-1998  |
| Alfredo del Mazo González      | 1998-2000  |
| John McCarthy Sandland         | 2000-2006  |
| Miguel Gómez-Mont Urueta       | 2006-2010  |
| Adriana Pérez Quesnel          | 2010-2011  |
| Enrique Carrillo Lavat         | 2011-2012  |
| Héctor M. Gómez Barraza        | 2012-2016  |
| Miguel Alonso Reyes            | 2016-2018  |
| Rogelio Jiménez Pons           | 2018-2022  |
| Javier May Rodríguez           | 2022-2023  |
| Lyndia Quiroz Zavala           | Desde 2023 |

## Centros Integralmente Planeados (CIP)
Debido al aumento en visitantes y viendo el gobierno federal la necesidad de crear una oferta hotelera de lujo y más amplia  "Fonatur" (organismo federal de desarrollo) decide empezar el proyecto de crear nuevos destinos. En 1968, el Banco de México creó un fondo especial para la creación de nuevos destinos turísticos en las costas del país. Los dos primeros fueron esos destinos de Cancún; en el estado de Quintana Roo; e Ixtapa  cerca de la ciudad de Zihuatanejo  de ahí le siguió Los Cabos; Huatulco y Loreto. Más recientemente FONATUR planificó otros lugares como Nayarit, Playa Espíritu, Marina Cozumel y otras Marinas Turísticas.

### Principales desarrollos

Desarrollos
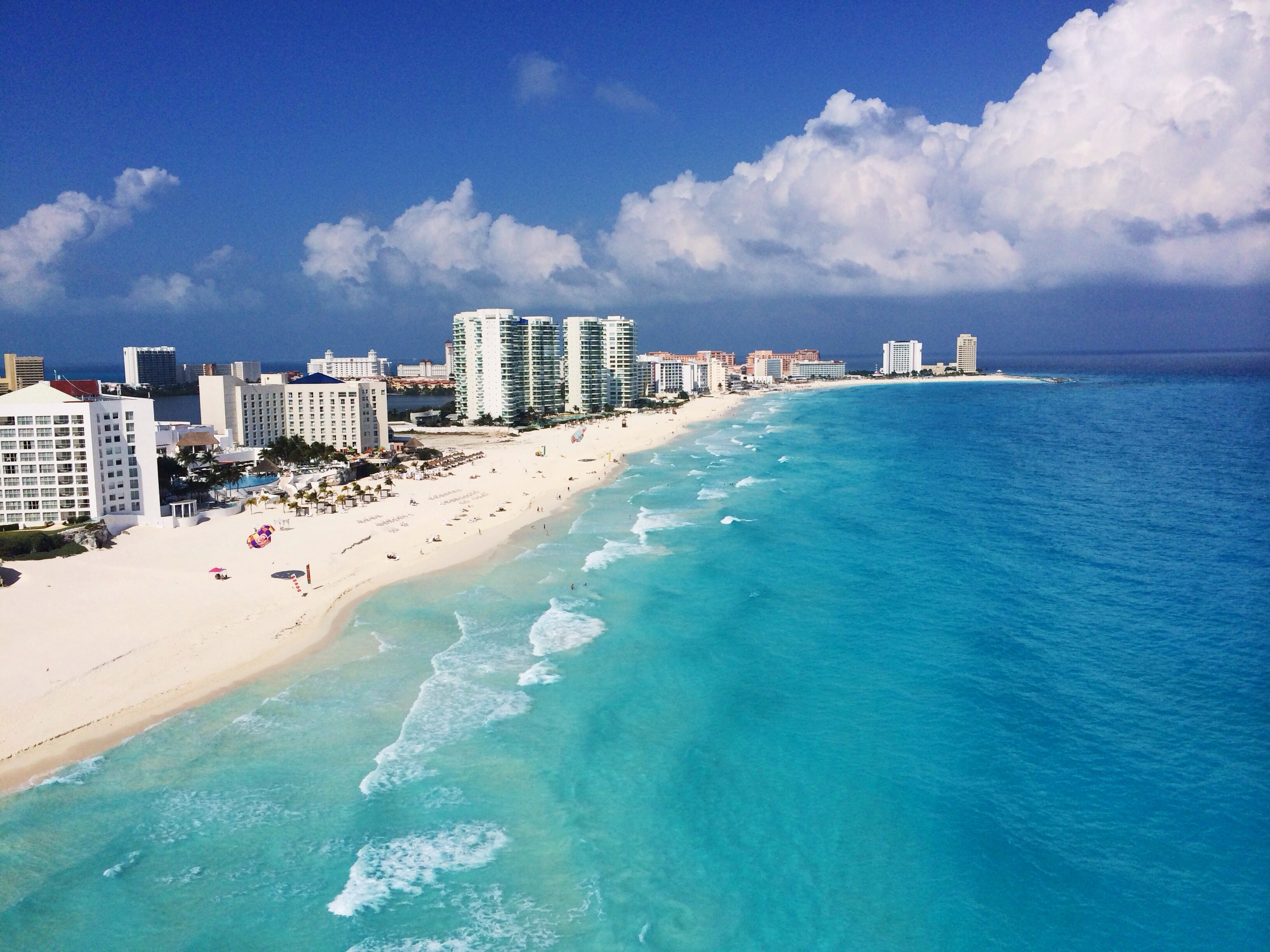
Cancún
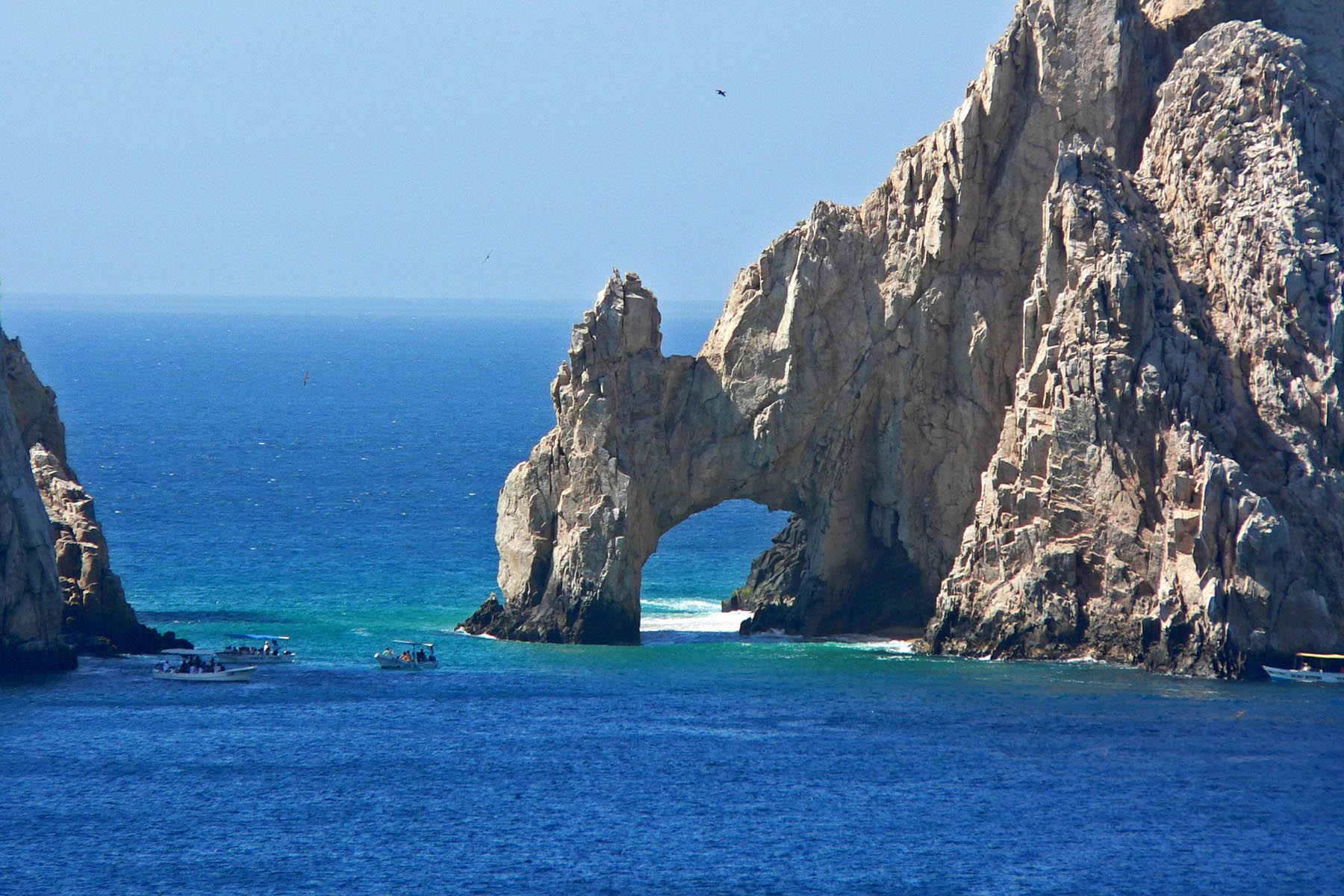
Los Cabos
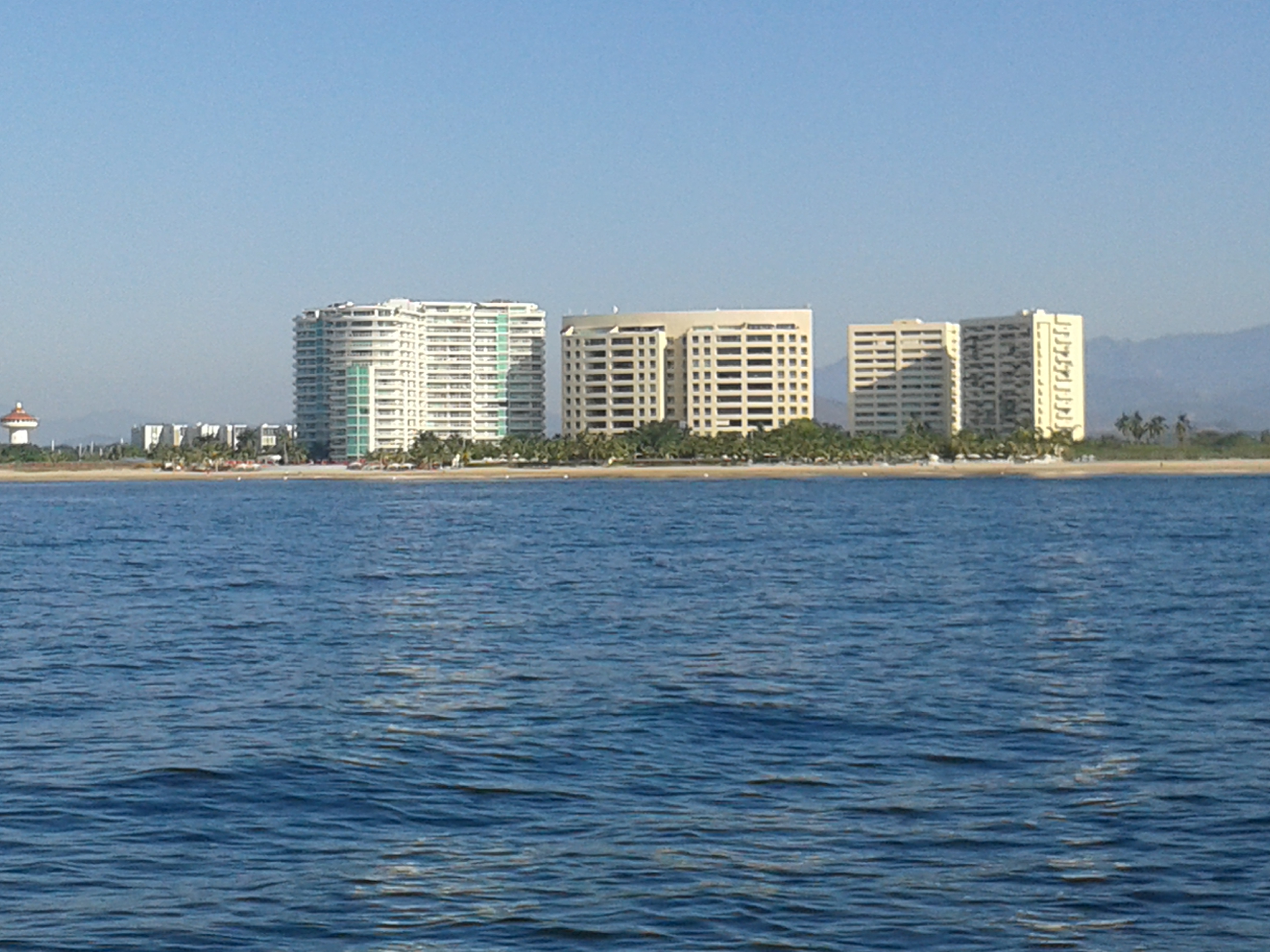
Ixtapa
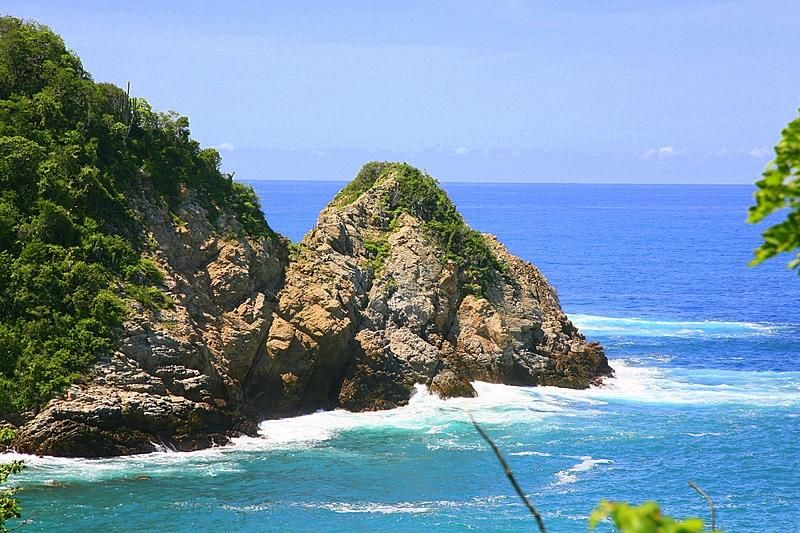
Huatulco
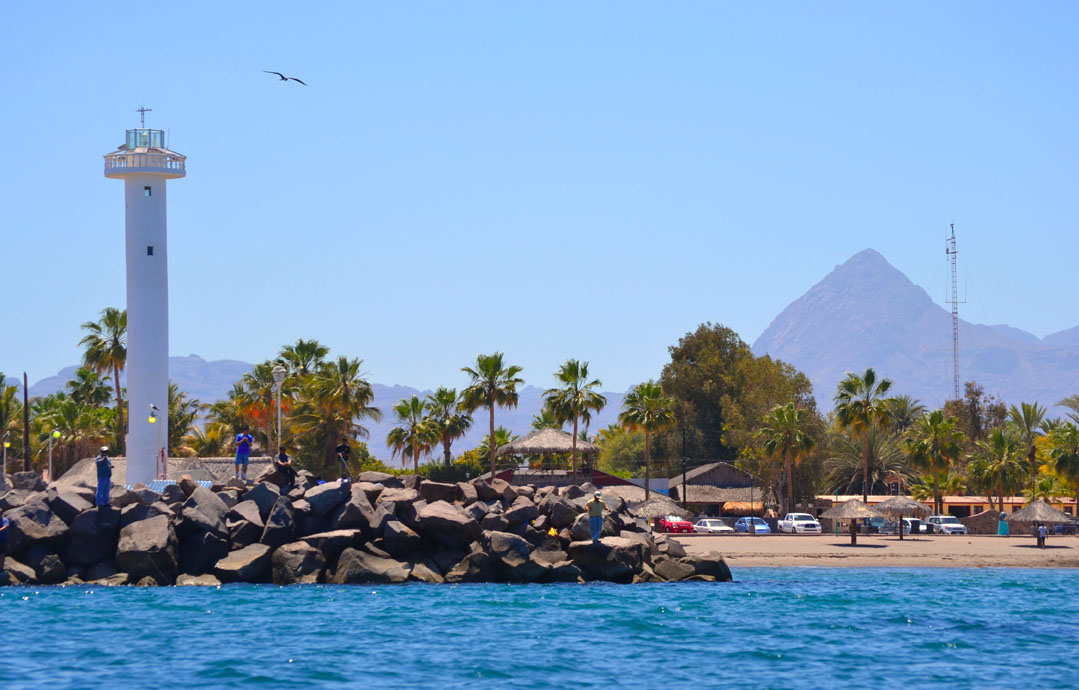
Loreto

| Destino   | Cuartos ocupados | Cuartos ocupados | Cuartos disponibles | Cuartos disponibles | Ocupación hotelera | Ocupación hotelera |
| Destino   | 2023             | 22-23            | 2023                | 22-23               | 2023               | 22-23              |
| --------- | ---------------- | ---------------- | ------------------- | ------------------- | ------------------ | ------------------ |
| Cancún    | 26 517           |                  | 35 077              |                     | 75.6               |                    |
| Los Cabos | 16 150           |                  | 22 258              |                     | 72.6               |                    |
| Ixtapa    | 4 035            |                  | 6 764               |                     | 59.7               |                    |
| Huatulco  | 2 768            |                  | 4 348               |                     | 63.7               |                    |
| Loreto    | 442              |                  | 835                 |                     | 52.9               |                    |

### Otros desarrollos
- Nayarit
- Marinas turísticas
- Marina Cozumel
- Playa Espíritu